# Rhodopina piperata
Rhodopina piperata là một loài bọ cánh cứng trong họ Cerambycidae.